# Pieter Quast

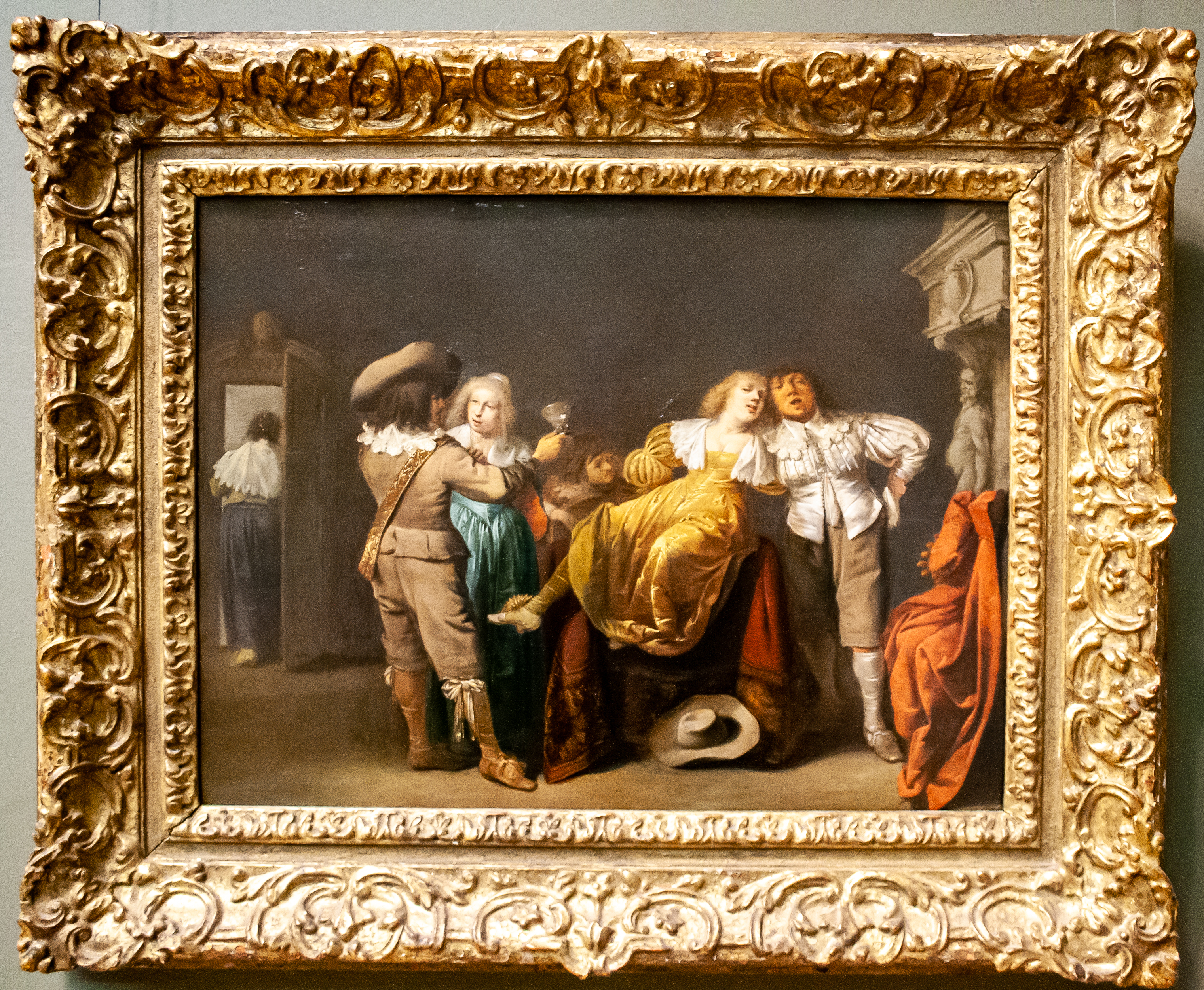
Kocsmai jelenete a New York-i Metropolitanben

Pieter Jansz. Quast (Amszterdam, 1605 körül – Amszterdam, eltemetve 1647. május 26.) a holland festészet aranykorának festője, rajzoló és rézmetsző.

## Élete és munkássága
Pieter Quast 1632-ben kötött házasságot a hágai Annetie Splinters-szel. 1634 és 1641 között ott lakott, tagja lett a helyi művészeket tömörítő Szent Lukács céhnek.
A fennmaradt adatok szerint tanítványa volt Jan Jansz. Buesem és Dirck Cornelisz. Hoogh. Valószínűleg rajzleckéket adott Frigyes Henrik orániai hercegnek és fiának, II. Vilmos orániai hercegnek is.
Gyakran ábrázolt parasztokat, orvosi operációkat, de bibliai jeleneteket is. Munkáit legtöbbször kis méretben készítette humoros, karikatúra-szerű vonásokkal. Stílusát befolyásolta többek között Adriaen Brouwer, Adriaen van de Venne és Jacques Callot munkássága.

## Fordítás
- Ez a szócikk részben vagy egészben  a   Pieter Quast című holland Wikipédia-szócikk ezen változatának fordításán alapul.  Az eredeti cikk szerkesztőit annak laptörténete sorolja fel. Ez a jelzés csupán a megfogalmazás eredetét és a szerzői jogokat jelzi, nem szolgál a cikkben szereplő információk forrásmegjelöléseként.